# Herb gminy Rzeczniów
Herb gminy Rzeczniów – jeden z symboli gminy Rzeczniów, autorstwa Marcina Skalskiego-Truskolaskiego, ustanowiony 28 grudnia 2012.

## Wygląd i symbolika
Herb przedstawia na tarczy w polu złotym krzyż karawakowy błękitny.
Krzyż karawakowy jest symbolem wywodzącym się z Hiszpanii (nazwa pochodzi od miasta Caravaca de la Cruz, które ma taki krzyż w swoim herbie). Symbolizuje on boską ochronę przed skutkami zarazy, trucizną, burzą i uderzeniami piorunów. W 1736 krzyż ten został uznany przez papieża za oficjalny symbol kultu. W tradycji miejscowej Rzeczniowa wystawianie takiego krzyża zapewniło czystość źródła rzeki Krępianki, która uratowała mieszkańców przed zarazą w 1831. Barwa błękitna symbolizuje właśnie miejscową, czystą do dzisiaj, rzekę, zaś barwa złota rolniczy charakter gminy (barwa łanów zbóż).